# مقام ميسرة بن مسروق العبسي
مقام الصّحابي ميسرة بن مسروق العبسي، ويقع في «قرية ميسرة» على بعد 10 من مدينة السلط في الأردن، وهو عبارة عن ضريح بُني من حجارة وينسب إلى الصَّحابي ميسرة بن مسروق العبسي.